# Daniel Geismayr
Daniel Geismayr, né le 28 août 1989, est un coureur cycliste autrichien spécialiste du cyclo-cross et du VTT. Il est champion d'Autriche de cyclo-cross en 2012, 2013 et 2014. Il est membre de l'équipe continentale Vorarlberg-Santic depuis 2017.

## Palmarès en cyclo-cross
- 2011-2012
  -  Champion d'Autriche de cyclo-cross
- 2012-2013
  -  Champion d'Autriche de cyclo-cross
- 2013-2014
  -  Champion d'Autriche de cyclo-cross
  - 3e de Tage Des Querfeldeinsports, Ternitz

## Palmarès en VTT

### Championnats du monde
- Singen 2017
  -  Médaillé de bronze du cross-country marathon
- Auronzo di Cadore 2018
  -  Médaillé d'argent du cross-country marathon

### Championnats d'Autriche
- Champion d'Autriche de cross-country marathon : 2017, 2018, 2019, 2022 et 2023